# Across the Universe (film)
Across the Universe är en amerikansk film från 2007 fylld med Beatleslåtar och regisserad av Julie Taymor.

## Handling
Jude reser från Liverpool till USA och finner sin pappa, som han aldrig träffat. Han åker till New York tillsammans med sin nye vän Max. Jude förälskar sig i Max syster Lucy och de bor ihop i ett konstnärs- och musikerkollektiv. Max blir inkallad i Vietnamkriget och Jude utvisas sedan han gripits vid en antikrigsdemonstration. De tre saknar varandra och lever åtskilda, med återförenas när Jude återvänder för att träffa Lucy.

## Om filmen
Filmen spelades in i Irvington, Liverpool, New York, Princeton och Winnipeg mellan den 19 september 2005 och 21 januari 2006. Den hade premiär vid Toronto International Film Festival den 10 september 2007.

## Rollista
- Evan Rachel Wood – Lucy Carrigan
- Jim Sturgess – Jude Feeny
- Joe Anderson – Max Carrigan
- Dana Fuchs – Sadie
- Martin Luther McCoy – Jo-Jo
- Robert Clohessy – Wesley "Wes" Huber, Judes pappa
- Dylan Baker – Mr. Carrigan, Lucys pappa
- Joe Cocker – luffare/hallick/galen hippie
- Harry Lennix – sergeant
- Bono – Dr. Robert
- Halley Wegryn Gross – Max flicka
- Eddie Izzard – Mr. Kite
- Salma Hayek – sjungande sjuksköterska
- Mandy Gonzalez – sångerska i Sadie's

## Musik i filmen
Låtarna skrivna av John Lennon och Paul McCartney om inget annat anges.
- Girl, framförd av Jim Sturgess
- Helter Skelter, framförd av Dana Fuchs
- Hold Me Tight, framförd av Jim Sturgess, Evan Rachel Wood och Lisa Hogg
- All My Loving, framförd av Jim Sturgess
- I Want To Hold Your Hand, framförd av T.V. Carpio
- With A Little Help From My Friends, framförd av Joe Anderson, Jim Sturgess och Dorm Buddies
- It Won't Be Long, framförd av Evan Rachel Wood
- I've Just Seen a Face, framförd av Jim Sturgess
- Let It Be, framförd av Carol Woods och Timmy Mitchum
- Come Together, framförd av Joe Cocker och Martin Luther McCoy
- Why Don't We Do It in the Road?, framförd av Dana Fuchs
- If I Fell, framförd av Evan Rachel Wood
- I Want You (She's So Heavy), framförd av Joe Anderson
- Dear Prudence, framförd av Dana Fuchs, Jim Sturgess, Evan Rachel Wood (uncredited) och Joe Anderson
- Flying, skriven av John Lennon, Paul McCartney, George Harrison och Ringo Starr, framförd av Secret Machines
- Blue Jay Way, skriven av George Harrison, framförd av Secret Machines
- I Am the Walrus, framförd av Bono och Secret Machines
- Being for the Benefit of Mr. Kite!, framförd av Eddie Izzard
- Because, framförd av Evan Rachel Wood, Jim Sturgess, Joe Anderson, Dana Fuchs, T.V. Carpio och Martin Luther McCoy
- Something, skriven av George Harrison, framförd av Jim Sturgess
- Oh! Darling, framförd av Dana Fuchs och Martin Luther McCoy
- Strawberry Fields Forever, framförd av Jim Sturgess och Joe Anderson
- Revolution, framförd av Jim Sturgess
- While My Guitar Gently Weeps, skriven av George Harrison, framförd av Martin Luther McCoy
- Happiness Is a Warm Gun, framförd av Joe Anderson
- Blackbird, framförd av Evan Rachel Wood
- Hey Jude, framförd av Joe Anderson
- Don't Let Me Down, framförd av Dana Fuchs
- All You Need Is Love, framförd av Jim Sturgess och Dana Fuchs
- Lucy In The Sky With Diamonds, framförd av Bono
- A Day in the Life, framförd av George Martin featuring Jeff Beck
- Across the Universe, framförd av Jim Sturgess och T.V. Carpio
- She Loves You, framförd av Joe Anderson
- And I Love Her

## Utmärkelser
Bruno Delbonnel tilldelades Silvergrodan vid Camerimage. Albert Wolsky blev Oscarsnominerad 2008 i kategorin bästa kostym, men blev utan pris. Filmen blev även nominerad till ett antal andra priser, men vann inget.